# Дні
«Дні» — перша збірка віршів українського поета Євгена Плужника, що вийшла друком у видавництві «Глобус» в 1926 році.
Поетична збірка «Дні» була відгуком на події Української революції 1917—1921 років, проте Євген Плужник на перше місце ставить не класові чи політичні проблеми, а ідею абсолютної цінності людського життя, несхитний протест проти жорстокості й безглуздого кровопролиття. 
Збірка «Дні» містить ліричні вірші про події громадянської війни, а також дві поеми: лірико-драматичну, психологічну поему «Галілей» і поему-роздум «Канів».